# 周冕 (嘉靖進士)
周冕（1510年—1567年），字叔敬，號松崖，四川成都府資縣龍山人，民籍，治《書經》。

## 生平
十一月初七日生，行一，由國子生中式嘉靖十年（1531年）辛卯科四川鄉試第二十名舉人，年三十二歲中式嘉靖二十年（1541年）辛丑科會試第一百五十名，第三甲第四名進士。授太常寺博士，二十四年正月选授貴州道试監察御史，六月因抗旨被下狱，後释放復職。二十五年正月因奏请东宫出阁讲学，被谪为云南通海县典史。数迁至兵部武选司署郎中，因证明杨继盛弹劾严效忠冒功一事，使得嚴嵩父子大为惊惧，上疏请罪，嘉靖皇帝为了安抚嚴嵩，斥责周冕是为了报复，下狱拷讯，革职为民。隆庆初，录先朝直臣，起復周冕为太仆寺少卿。遭母忧，未任去世。

## 家族
曾祖周永剛；祖周世聰；父周全；母姜氏。具慶下，妻徐氏，弟昺；晁；勗。

## 延伸阅读
[在维基数据编辑]
 《明史卷二百一十》，出自《明史》